# Comic Book: The Movie
Comic Book: The Movie est un documentaire parodique américain réalisé en 2004 par Mark Hamill, le mettant en scène avec Billy West.